# Willem van Soissons
Willem van Soissons was in de 12e eeuw woonachtig in Parijs. Hij probeerde een bewijs te formuleren voor ex contradictione sequitur quod libet. Deze Latijnse uitdrukking betekent: 'Uit een contradictie volgt om het even wat.' Het laat dan zien dat een contradictie betekenisloos is en dat de redenering die tot een contradictie leidt daarom verworpen moet worden. 
In de notatie van Clarence Irving Lewis ziet dit bewijs eruit als volgt::
Het bewijs
(1) A & ¬A → A
(2) A → A ∨ B
(3) A & ¬A → A ∨ B
(4) A & ¬A → ¬A
(5) A & ¬A → (A ∨ B) & ¬A
(6) (A ∨ B) & ¬A → B
(7) A & ¬A → B
B staat in deze notatie voor iedere willekeurige uitspraak (vaak 'explosion' genoemd in de Engelstalige vakliteratuur).

## Tegenwerpingen
Aristoteles merkt op dat de contradictie een onbewijsbare aanname is. 
Ook merkt Aristoteles op dat het mogelijk is een afleiding te maken uit tegengestelde premissen. Maar alleen als er daartussen een relatie is of als er sprake is van een verhouding van een geheel tot zijn onderdelen.   Dit zou opgevat kunnen worden als dat een bepaald bereik mogelijk is voor afleidingen, niet dat alles mogelijk is, zoals Willem van Soissons voorstelde.
In de 15e eeuw werd het bewijs van Willem van Soissons door de school van Keulen bekritiseerd, met name om de toepassing van het (disjunctief syllogisme). Het ging hen met name om regel (6) in het bewijs.
De mathematisering van Lewis wordt eveneens bekritiseerd om regel (6). Daarin moet eerst de term (¬ A & A) afvallen om B waar te laten zijn. Maar je wilt juist aantonen dat deze contradictie tot B leidt. Als we (6) splitsen in kleinere tussenstappen blijkt:
(6a)  (¬A & A) v (¬A & B) → (¬A & B) hier wordt de contradictie van A en ¬A verworpen
(6b)  (¬A & B) → B  hier wordt B verkregen, want B bevat ¬ A
Uit A & ¬A in regel ((1) of (5)) lijkt nu B te volgen. Maar als we A & ¬A eerst moeten verwerpen in regel (6a) geldt B ook niet.